# Johann Christian Kittel
Johann Christian Kittel (Erfurt, 18 febbraio 1732 – Erfurt, 17 aprile 1809) è stato un compositore e organista tedesco.
Fu uno degli ultimi allievi di Johann Sebastian Bach.

## Biografia

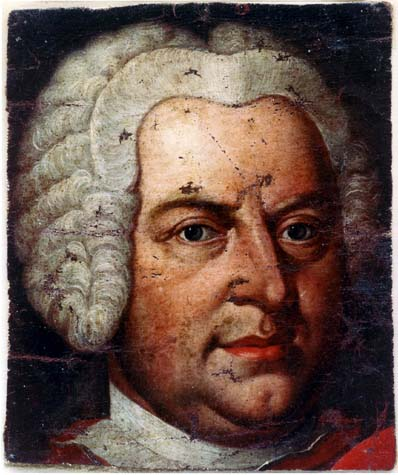
Frammento di ritratto di Johann Sebastian Bach, un tempo possesso di Kittel

Nacque a Erfurt e il suo primo maestro fu Jakob Adlung. Si trasferì a Lipsia nel 1748 e divenne l'allievo prediletto di Johann Sebastian Bach, che morì due anni più tardi. Ricevette l'incarico di organista e insegnante a Langensalza nel 1751, successivamente fece ritorno ad Erfurt come organista della Barfüßerkirche, nel 1756, trasferendosi alla Predigerkirche nel 1762. 
Fra i suoi allievi troviamo Johann Wilhelm Hässler, Karl Gottlieb Umbreit, Christian Heinrich Rinck e Michael Gotthard Fischer. 
Rifiutò molte generose offerte, tra cui quella di un viaggio in Italia nel 1790 dalla duchessa Anna Amalia di Sassonia-Weimar, e rimase a Erfurt per il resto della sua vita. Suonò per molti concerti serali ed era famoso come virtuoso dell'organo; Goethe, Herder e Wieland si recarono a Erfurt per ascoltarlo.
Diede un concerto ad Amburgo nel 1800, risiedendovi per un anno mentre scriveva il libro di corali per lo Schleswig-Holstein.

## Opere
Si considerava "radicato nei principii di Bach" e determinato "a risvegliare, conservare e innalzare sentimenti di devozione nei cuori dei suoi ascoltatori per mezzo della musica". Il suo insegnamento e la sua composizione perseguivano questo scopo attraverso forme semplici che si adattavano soprattutto alla musica liturgica. Scrisse alcune opere di grande respiro per l'organo come le variazioni su un doppio corale basate sugli esempi bachiani, sebbene fosse influenzato dallo stile galante contemporaneo, con una grande enfasi sulla melodia. La sua sonata per pianoforte del 1789 presenta analogie con la scuola classica viennese.

### Piano
- 6 Sonaten ... nebst einer Fantasie (Gera, 1789)
- 6 Veränderungen, über ... Nicht so traurig (San Pietroburgo, 1797)

### Organo
- Der angehende praktische Organist, oder Anweisung zum zweckmässigen Gebrauch der Orgel bei Gottesverehrungen in Beispielen, metodo, 3 volumi (Erfurt, 1801-1808)
- Vierstimmige Choräle mit Vorspielen ... für die Schleswig-Hollsteinischen Kirchen, 2 volumes (Altona, 1803)
- 24 Choräle mit 8 verschiedenen Bässen über eine Melodie, ed. J.C.H. Rinck (Offenbach, 1811)
- Große Präludien, 2 volumes (Lipsia)
- 24 kurze Choralvorspiele (Offenbach)
- Variationen über 2 Choräle (Lipsia)
- 24 leichte Choral-Vorspiele (Bonn e Colonia)

## Fonti
- Karl Gustav Fellerer: 'Kittel, Johann Christian', Grove Music Online ed. L. Macy (Ultimo accesso 13 giugno 2007),  Archiviato il 16 maggio 2008 in Internet Archive.